# Aedes squamiger
Aedes squamiger är en tvåvingeart som först beskrevs av Daniel William Coquillett 1902.  Aedes squamiger ingår i släktet Aedes och familjen stickmyggor. Inga underarter finns listade i Catalogue of Life.